# Omobranchus zebra
Omobranchus zebra és una espècie de peix de la família dels blènnids i de l'ordre dels perciformes.

## Morfologia
- Els mascles poden assolir 6 cm de longitud total.[1][2]

## Reproducció
És ovípar.

## Hàbitat
És un peix de clima tropical.

## Distribució geogràfica
Es troba a l'Índia, Malàisia, Indonèsia, Singapur i les Filipines.